# شرم (مجموعه تلویزیونی ایرانی)
شرم مجموعه تلویزیونی ایرانی در ژانر اجتماعی به کارگردانی احمد کاوری است که پخش آن از ۴ آذر ۱۳۹۹ شروع و در ۶ دی به پایان رسید. این اثر آخرین بازی سیروس گرجستانی در تلویزیون می‌باشد.

## داستان
روایتگر زندگی چند خانواده است که هر کدام از شخصیت‌های آن گرفتاری‌های خاص خود را دارند که در نهایت همه آن‌ها با یک نخ تسبیحی به هم وصل می‌شوند.

## حواشی
سیروس گرجستانی که یکی از بازیگران اصلی این سریال بود در مدت فیلم‌برداری این سریال بر اثر ایست قلبی درگذشت و سیاوش طهمورث جایگزین وی شد.

## بازیگران
| بازیگر           | نقش                    | توضیحات                               |
| ---------------- | ---------------------- | ------------------------------------- |
| فاطمه گودرزی     | پوران                  | همسر منوچهر، مادر لعیا و ماهان        |
| ابوالفضل پورعرب  | صابر رنجبر             | همسر منصوره، پدر حسام                 |
| سیروس گرجستانی   | عزیز منصوری (عزیز آقا) | شریک پوران، پدر بهزاد                 |
| سیاوش طهمورث     | عزیز منصوری (عزیز آقا) | شریک پوران، پدر بهزاد                 |
| الهام طهموری     | لعیا مسترور            | دختر پوران، عاشق حسام                 |
| اردلان شجاع‌کاوه  | فریبرز مختاری          | دوست و شریک سابق صابر                 |
| فریبا متخصص      | منصوره                 | همسر صابر، مادر حسام                  |
| نیما نادری       | بهزاد منصوری           | پسر عزیز آقا                          |
| میلاد میرزایی    | حسام رنجبر             | پسر صابر و منصوره، عاشق لعیا          |
| سیدمهرداد ضیایی  | منوچهر سلیمی           | همسر پوران، پدر ماهان، پدر ناتنی لعیا |
| آشا محرابی       | مریم                   | همسر سابق فریبرز مختاری               |
| افشین سنگ‌چاپ     | هاشم                   | خریدار یکی از واحدهای لعیا            |
| نسیم ادبی        | دکتر                   | دکتر در بیمارستان شیراز               |
| ساغر عزیزی       |                        | زن هاشم                               |
| نادر شهسواری     | امین آقا               | مدیر مهمانپذیر زند در شیراز           |
| مهیار شاپوری     | پلیس                   |                                       |
| مهرزاد جعفری     | نیما مختاری            | پسر فریبرز مختاری                     |
| محمدرضا علیرضایی | پلیس                   |                                       |
| مرضیه بنی‌علی     | دوست لعیا              |                                       |
| ترانه شکری       |                        |                                       |
| صفر محمدی        | دوست بهزاد             |                                       |
| وحید اسمی‌خانی    |                        |                                       |
| امیر امیری       | مهدی لطفی              |                                       |
| محمد نوری        |                        |                                       |
| عیسی حسینی       |                        |                                       |
| رهام حیدرعلی     | ماهان                  | پسر منوچهر و پوران، برادر ناتنی لعیا  |
| آیسا نوری        |                        | دختر هاشم                             |
| علی علیخانی      |                        |                                       |